# Schakt (antologiserie)
Schakt var en serie svenska skräcknovellantologier, eller möjligtvis en tidskrift, som gavs ut mellan 2005 och 2007 med Kent Björnsson som redaktör och utgivare. Förlaget gav ut fem antologier: Mytiska maskiner och andra mardrömmar, Skrämmande skogar och andra osunda platser, Kosmiskt kaos och andra katastrofer, Krälande Cthulhu och andra bedrägliga blindskär och Mardrömmar i midvintertid och andra morbiditeter. Antologiserien publicerade noveller av bland andra Johan Theorin, K.G. Johansson, Andreas Roman, Gull Åkerblom och Rickard Berghorn. Johan Theorin tilldelades Catahyapriset för novellen "Endast jag är vaken", som publicerades i Mardrömmar i midvintertid och andra morbiditeter.